# Marco Raina
Marco Raina (Cúneo, Italia, 25 de mayo de 2002) es un futbolista italiano que juega como portero en la Juventus de Turín "B" de la Serie C.

## Trayectoria
Jugó en el equipo de su ciudad, el Pro Dronero, hasta llegar al nivel de los Giovanissimi (menores de 15 años). En julio de 2016 se incorporó al Sector Juvenil de la Juventus F. C., pasando por los equipos sub-15, sub-17 y sub-19, hasta que en noviembre de 2020 pasó a la Juventus de Turín "B", el equipo reserva de la Juventus de Turín. En septiembre de 2019 fue convocado por la Juventus de Turín "B".
Firmó su primer contrato profesional el 1 de octubre de 2021. El 5 de diciembre de ese mismo año, el entrenador del primer equipo de la Juventus Massimiliano Allegri lo convocó para un partido en casa contra el Génova. Ganaron 2-0, dada la ausencia de Mattia Perin. Perin fue puesto en cuarentena por un contacto con la pandemia de COVID-19. Se convirtió en el tercer portero de la Juventus de Turín "B" durante la temporada 2021-22, bajo la dirección de Lamberto Zauli y alternó ocasionalmente los entrenamientos con Andrea Bonatti, el entrenador del equipo sub-19. En agosto de 2022, participó en el partido amistoso anual entre la Juventus A (el primer equipo) y la Juventus B (la Juventus sub-23) en Villar Perosa. Entró en el terreno de juego en la segunda parte. Jugó con este último, sin encajar ningún gol, pero perdieron 2-0 por los goles de Manuel Locatelli y Leonardo Bonucci. Después de 65 banquillos de la Juventus de Turín "B", su debut profesional se produjo en un partido contra el U. C. AlbinoLeffe, empatado 1-1.

## Estadísticas

### Clubes
Actualizado al último partido disputado el 19 de marzo de 2023.
| Juventus de Turín "B" · Italia        | 3.ª           | 2022-23       | 15 | 18 | 4 | 5 | — | — | 19 | 23 |
| Juventus de Turín "B" · Italia        | Total club    | Total club    | 15 | 18 | 4 | 5 | 0 | 0 | 19 | 23 |
| Total carrera                         | Total carrera | Total carrera | 15 | 18 | 4 | 5 | 0 | 0 | 19 | 23 |
| (1) Hace referencia a goles encajados |               |               |    |    |   |   |   |   |    |    |